# Garrett Reisman
Garrett Erin Reisman (* 10. února 1968 v Morristownu, New Jersey, USA) je inženýr, od června 1998 je americký astronaut, člen oddílu astronautů NASA. Má za sebou půlroční kosmický let (roku 2008) na Mezinárodní vesmírnou stanici (ISS) jako člen zprvu Expedice 16, později Expedice 17.

## Život

### Mládí
Garrett Erin Reisman se narodil v Morristownu v New Jersey, dětství a mládí prožil v Parsippany v tomtéž státě. Získal roku 1991 bakalářský titul na University of Pennsylvania a o rok později magisterský na California Institute of Technology, následující čtyři roky se v témže institutu věnoval výzkumu v oblasti hydrodynamiky. V letech 1996 – 1998 pracoval v kosmické divizi firmy TRW na orientačním systému družice Aqua.

### Astronaut
V červnu 1998 byla v 17. náboru vybrán mezi astronauty NASA. Zahájil roční kosmonautický výcvik a v srpnu 1999 získal kvalifikaci „letový specialista“. Pracoval v oddělení robotiky (Office Robotics Branch), od roku 2001 v oddělení pokročilých kosmických prostředků (Advanced Vehicles Branch).
V lednu 2006 se Romanem Romaněnkem a Michailem Kornijenkem účastnil dvoudenního testu přežití v případě přistání v neobydlené oblasti. Test proběhl v lesích u Moskvy. V únoru 2007 byl zařazen jako palubní inženýr do posádky Expedice 16.

### První let
Do vesmíru odstartoval 11. března 2008 na palubě raketoplánu Endeavour (let STS-123). Na stanici ISS vystřídal Léopolda Eyhartse, aby se připojil k členům Expedice 16 (Peggy Whitsonová a Jurij Malenčenko), pracujícím na stanici už od října. V průběhu letu jednou vystoupil do otevřeného vesmíru. V dubnu 2008 Whitsonovou a Malenčenka nahradili Sergej Volkov a Oleg Kononěnko z Expedice 17. Reisman zůstal na stanici do června 2008, kdy ho odvezl raketoplán Discovery v letu STS-124.